# Jazri
Jazri (azerí, Xəzri) es el nombre de un frío viento del norte que sopla en el mar Caspio cruzando la península de Absheron y particularmente a Bakú a lo largo del año. El jazri tiene una fuerza de galerna en la costa y es uno de los vientos preponderantes en la zona. La velocidad de este viento a veces alcanza los 40 metros por segundo, lo que daña algunos campos de la economía. Sin embargo, el viento trae la deseada frescura en el verano.